# 司馬柬
司馬 柬（しば かん、景元3年（262年）- 元康元年9月14日（291年10月23日））は、西晋の皇族。字は弘度。武帝司馬炎の第3子。生母は恵帝と同じ楊元后。優秀で兄弟の中で父から最も寵愛されていた。

## 生涯
泰始6年（270年）11月、汝南王に封ぜられた。
咸寧3年（277年）8月、南陽王に移り、左将軍・右軍将軍・散騎常侍を拝命。左将軍として斉王司馬攸の故府に居て、天下の注目を集めた。
泰康9年（289年）11月、秦王に移り、仮節・鎮西将軍・西戎校尉・都督関中諸軍事になって、父の武帝の意向により楚王司馬瑋・淮南王司馬允と共に領国に赴任。恵帝の即位後、洛陽に戻り驃騎将軍・開府儀同三司となった。侍中を加号され録尚書事となった。
元康元年（291年）3月、大将軍となった。外戚の楊駿らが誅殺された事に心をいため、自分の不安定な地位を憂慮し、武帝の意向だと領国への帰還を求めたが、汝南王司馬亮は司馬柬を洛陽に留め、輔政の任についた。9月、亡くなると人々はその死を惜しんだ。
子は無く、淮南王司馬允の子の司馬郁を嗣子としたが、司馬允と一緒に殺された。その後、呉王司馬晏の子の司馬鄴が嗣子となった。